# Luca Mazzanti
Luca Mazzanti (Bologna, 4 febbraio 1974) è un ex ciclista su strada italiano.
Professionista dal 1996 al 2013, vanta una vittoria di tappa al Giro d'Italia nel 2005 e il Grand Prix de Fourmies del 1998

## Carriera
Passò professionista nel 1997 con la Refin-Mobilvetta; nei due anni seguenti fu invece alla Cantina Tollo-Alexia Alluminio. Il biennio 2000-2001 lo trascorre alla Fassa Bortolo dove però in più di un'occasione fu costretto a fare il gregario a capitani più blasonati. Dopo un anno privo di soddisfazioni alla Mercatone Uno di Marco Pantani, nel 2003 passò alla Ceramiche Panaria-Fiordo, squadra con cui riuscì a togliersi parecchie soddisfazioni.
Nel 2005 ottenne il suo successo più importante, vincendo la quarta tappa del Giro d'Italia (Giffoni Valle Piana-Frosinone), conseguentemente alla squalifica del vincitore di tappa Paolo Bettini, accusato di aver spinto contro le transenne l'avversario Baden Cooke. Partecipò alle edizioni 2004 e 2006 del Campionato del mondo di ciclismo su strada, e fece da riserva nelle edizioni 1998 e 2003.
Nel 2008 ha corso per la Tinkoff Credit Systems, partecipando al Giro d'Italia. Dal 2009 al 2010 è stato nelle file del Team Katusha, squadra russa iscritta all'UCI ProTour.
Si ritira dall'attività agonistica a 39 anni, al termine della stagione 2013.

## Palmarès
- 1998 (Cantina Tollo, due vittorie)

Giro del Lago Maggiore
Grand Prix de Fourmies
- 2001 (Fassa Bortolo, una vittoria)

3ª tappa Ster Elektrotoer (Valkenburg aan de Geul)
- 2003 (Panaria, una vittoria)

4ª tappa Settimana Internazionale di Coppi e Bartali (Prignano sulla Secchia)
- 2005 (Panaria, quattro vittorie)

Giro d'Oro
Gran Premio Industria e Artigianato
4ª tappa Giro d'Italia (Giffoni Valle Piana > Frosinone)
Gran Premio Fred Mengoni
- 2006 (Panaria, una vittoria)

1ª tappa Giro del Trentino (Arco > Castello Tesino)
- 2007 (Panaria, una vittoria)

Gran Premio di Lugano

## Piazzamenti

### Grandi Giri
- Giro d'Italia

1997: 41º
1998: ritirato
2002: 67º
2003: ritirato
2004: 46º
2005: 39º
2006: 20º
2007: 31º
2008: 47º
2009: 42º
2010: 79º
2011: 103º
2012: 116º
- Tour de France

1999: 137º

### Classiche monumento
- Milano-Sanremo

1997: 132º
1998: 43º
1999: 19º
2000: 115º
2002: 77º
2003: 124º
2004: 84º
2005: 32º
2006: 48º
2007: 45º
2008: 31º
2009: 84º
2010: 111º
2012: 144º
- Giro delle Fiandre

2012: ritirato
- Liegi-Bastogne-Liegi

2000: 88º
2001: 62º
2002: 21º
2008: 23º
2009: 30º
2010: 122º
- Giro di Lombardia

1997: 48º
1998: 29º
2002: 24º
2003: 69º
2004: 10º
2005: 14º
2006: 46º
2007: 7º
2008: 19º
2009: 33º
2010: 18º
2011: 58º
2012: ritirato

### Competizioni mondiali
- Campionati del mondo

Verona 2004 - In linea Elite: 59º